# Favorinus från Arelate
Favorinus från Arelate, född ca 85, död omkring 150 e.Kr, var en intersexuell romersk talare, filosof, och författare.
Favorinus kom från Arelate i västra Gallien, men talade och skrev på grekiska. Tre av hans tal samt ett fragment av skriften "Om exilen" finns bevarade, men hans större verk "Hågkomster" och Allsköns vetande" har bägge gått förlorade. Dion Chrysostomos var hans lärare, och han umgicks med tidens andra kulturpersonligheter som Plutarchos, Herodes Atticus, och rentav kejsar Hadrianus, som han vid ett tillfälle grälade med. Herodes Atticus stod honom mycket nära och denne fick också ärva hans bibliotek, bostad i Rom, och indiska slav Autolekythos. Han beskrivs i källorna som hermafrodit och eunuck från födseln, med ljus röst och ingen skäggväxt (förmodligen vad man idag skulle kalla intersexualism). Han levde också en tid i exil i Chios.